# Mittlere Isar AG

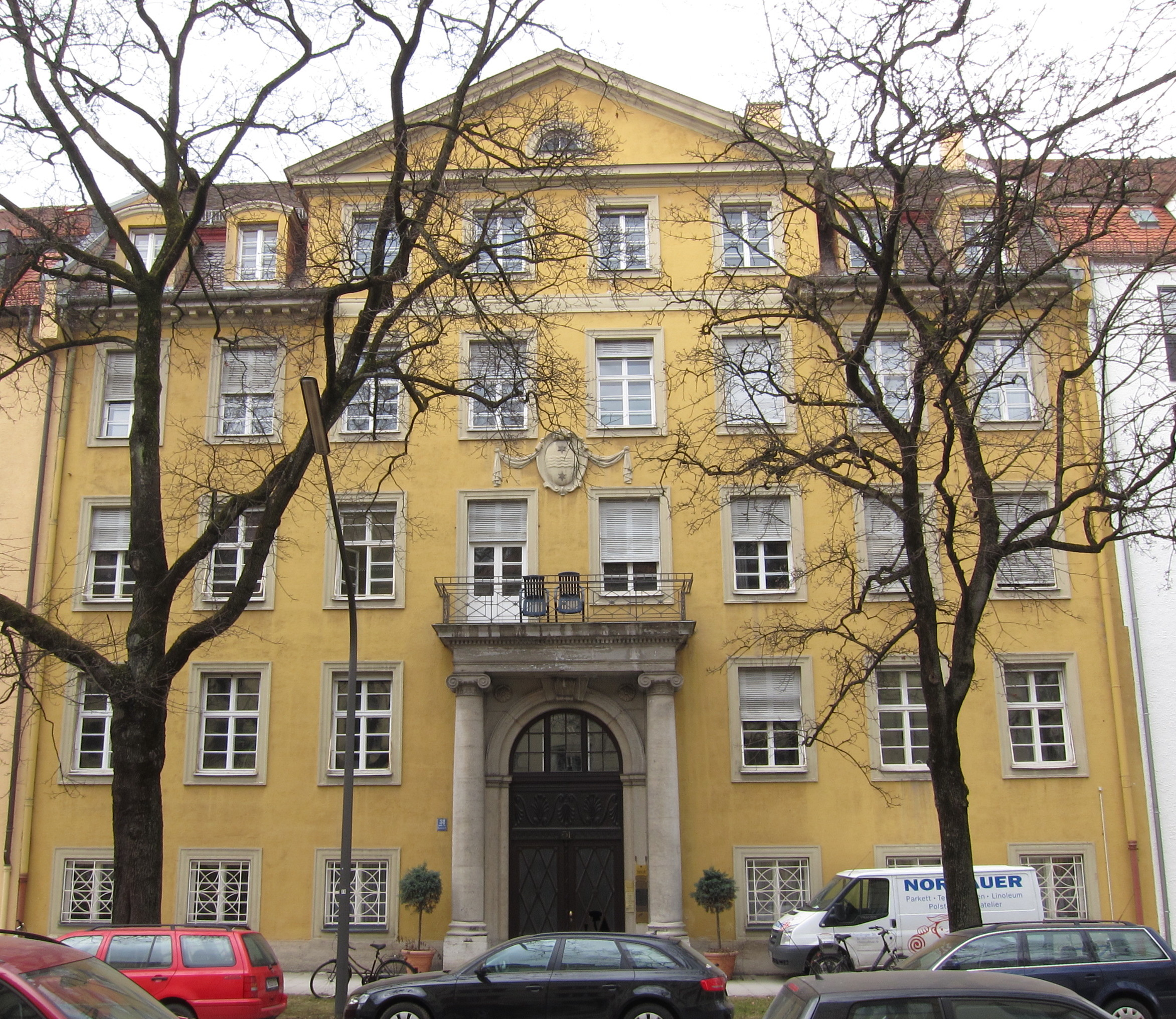
Ehemaliges Verwaltungsgebäude der Mittlere Isar AG, Mauerkircherstr. 31, München

Die Mittlere Isar AG war ein im Wesentlichen vom Freistaat Bayern gegründetes Unternehmen zum Bau und Betrieb des Mittlere-Isar-Kanals, womit die Nutzung der Wasserkraft in Bayern ausgebaut, aber auch Ziele der staatlichen Arbeitsmarktpolitik verfolgt werden sollten.

## Geschichte

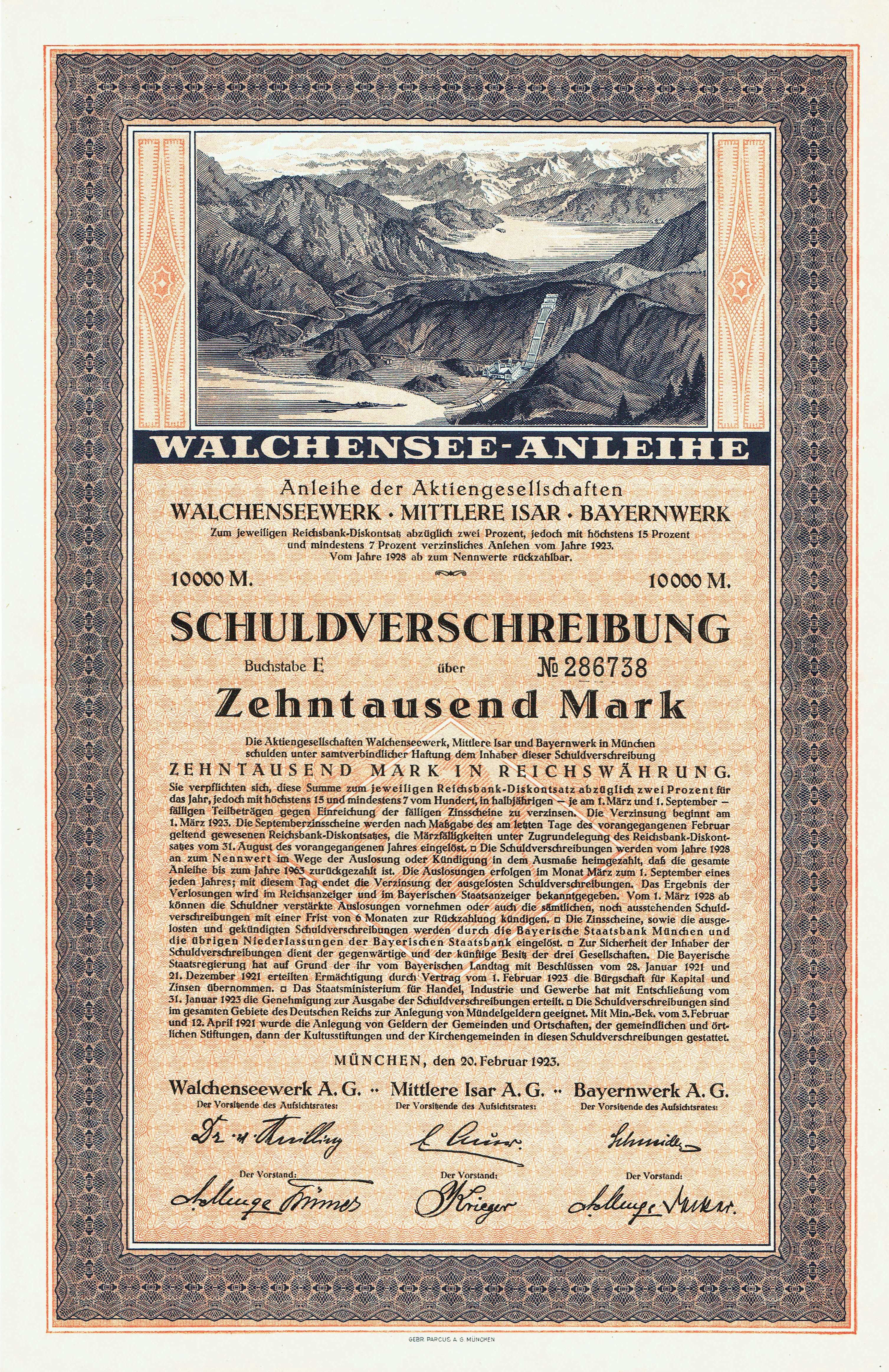
Walchensee-Anleihe über 10000 Mark vom 20. Februar 1923 der Firmen Walchenseewerk AG, Mittlere Isar AG und Bayernwerk AG

Die Mittlere Isar A.G. (MIAG) wurde am 5. Januar 1921, am selben Tag wie die Walchenseewerk A.G., in München gegründet. Der erste Vorstandsvorsitzende war Ministerialrat Frank Krieger aus der Obersten Baubehörde, dem Aufsichtsrat standen Franz Woerner (1859–1937), Teilhaber des Bauunternehmens Sager & Woerner, und der 1. Vizepräsident des Bayerischen Landtags, Erhard Auer (1874–1945) vor. Das Gründungskapital betrug 75 Millionen Mark.
Zwischen 1920 und 1924 entstanden das Stauwehr Oberföhring, der Ismaninger Speichersee und die Kraftwerke Neufinsing, Aufkirchen und Eitting. Der Kanal endete zunächst oberhalb der Ortschaft Berglern, von wo sein Wasser durch den Sempt-Flutkanal in die Isar zurückgeleitet wurde. In dem zweiten Bauabschnitt zwischen 1926 und 1929 wurde der Kanal bis zum Gebiet des Uppenbornwerkes der Städtischen Elektrizitätswerke München verlängert und das Kraftwerk Pfrombach als vierte Stufe errichtet. 
Beim Bau des Mittlere-Isar-Kanals waren bis zu 8100 Arbeiter gleichzeitig beschäftigt. Zu ihrer Beförderung, aber auch zum Transport der großen Mengen an Material und der schweren Teile der technischen Anlagen der Kraftwerke baute und betrieb die MIAG auch verschiedene Eisenbahnen, angefangen von den Feldbahnen auf der Sohle der Kanalabschnitte über die Moosbahn mit einer Spurweite von 600 mm vom Kufsteiner Platz in München zur Baustelle des Kraftwerks Neufinsing bis zur „Industriebahn“ vom Bahnhof Erding über Aufkirchen und Niederding den Kanal entlang nach Pfrombach, die bis 1967 in Betrieb war.
In den Jahren 1920 bis 1926 baute die Gesellschaft auch die Kläranlage Großlappen auf dem von der Stadt München schon 1916 erworbenen Gelände, deren Betrieb die Stadt 1930 übernahm.
Hauptabnehmer des von der Gesellschaft erzeugten Stroms waren neben der Reichsbahn insbesondere die Bayernwerk AG, in die die Gesellschaft im Laufe der Zeit integriert wurde. 1931 befanden sich die Verwaltungen beider Unternehmen im selben Gebäude, 1932 übernahm die Bayernwerk AG die Betriebsführung der Mittlere Isar AG und im Juni 1933 wurde ein Interessengemeinschafts- und Betriebsführungsvertrag zwischen der Bayernwerk AG, der Walchenseewerk AG und der Mittlere Isar AG geschlossen. 1942/43 fusionierten die beiden Firmen schließlich mit der Bayernwerk AG. 1994 privatisierte der Freistaat Bayern die Bayernwerk AG, die von der VIAG übernommen wurde und mit dieser 2000 in der E.ON aufging.